# Kirche von Kåfjord

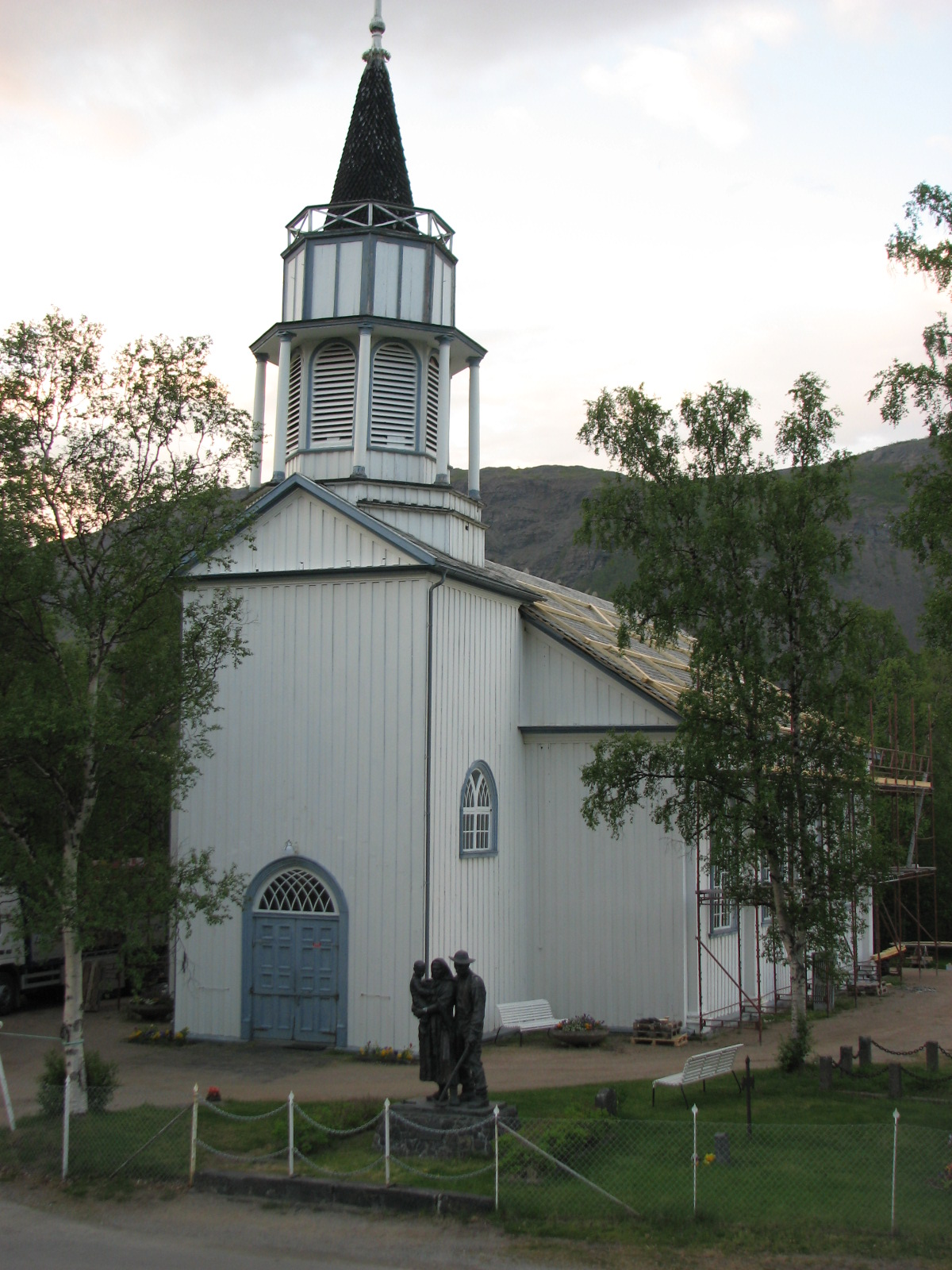
Blick auf die Kirche von Südwesten, 2009

Die Kirche von Kåfjord (norwegisch Kåfjord kirke) ist eine historische Pfarrkirche der evangelisch-lutherischen Norwegischen Kirche im Gebiet der Kommune Alta, die am Kåfjord liegt. Organisatorisch ist sie dem Dekanat in Alta angegliedert und Teil des Bistums Nord-Hålogaland.

## Lage
Das Gebäude befindet sich am Ostufer des namensgebenden Kåfjord, einem Seitenarm des Altafjord in der Provinz Finnmark, und ist Teil der Ortschaft Kåfjord.

## Geschichte

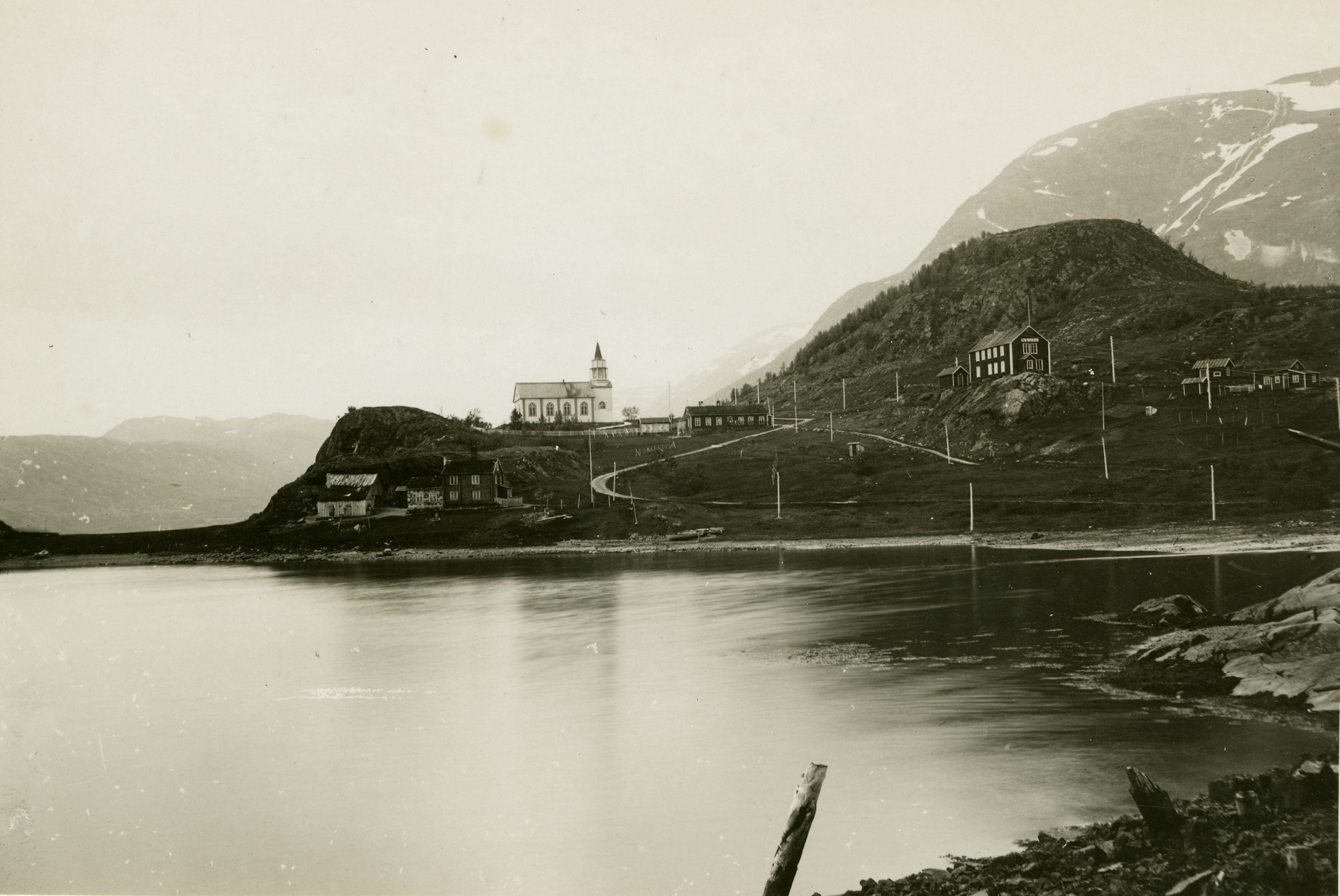
Blick auf die Kirche aus Nordosten, 1909

Die Geschichte des Gebäudes ist eng mit dem Kupferbergbau in der Region verbunden. Von 1826 bis 1909 wurden am Kåfjord große Mengen Kupfer abgebaut und in der Folge hatte die Ortschaft seinerzeit bis zu 1000 Einwohner. 1837 wurde für die Minenarbeiter vom Architekten S. H. Thomas die Kirche in der Nähe der Kupfermühlen mit Platz für 300 Gläubige erbaut und von Bischof Peder Kjerschow geweiht.
Mit dem Niedergang des Bergbaus und den Zerstörungen, die im Zweiten Weltkrieg aufgrund der Kämpfe um das im Fjord stationierte deutsche Schlachtschiff Tirpitz verursacht wurden, reduzierte sich auch die Bedeutung der Kirche auf ein historisches Maß, denn in der Ortschaft leben heute nur mehr ein paar Dutzend Einwohner und der Verfall der umgebenden Kupfermühlen lässt das Gebäude heute alleine stehen. Die Tatsache, dass der Holzbau die Brände des Krieges überstand, macht die Kirche heute zur ältesten der Region.

## Architektur
Das weiße Holzgebäude wurde in der Grundform einer einfachen Langkirche errichtet, wie sie im 19. Jahrhundert in Norwegen üblich waren, unter anderen mit Anlehnung an die neugotische Fensterform englischer Prägung. Das Innere des Chores ist schmaler als das Kirchenschiff. Da jedoch die Sakristei um den Chorteil herum gebaut ist, ergibt sich ein einheitlicher Körper.
Der Kirchenraum hat eine flache Tonnengewölbedecke, einen halbgewölbten Chor und eine durchgehende Galerie über dem Eingang und entlang der Seitenwände. Die Kanzel ist mit Stoff bekleidet und hängt über dem Altar. An der Wand rechts und links von der Kanzel sind zwei Statuen platziert, welche die zehn Gebote wiedergeben.